# 9 ianuarie
ianuarie • februarie • martie  • aprilie  • mai  • iunie  • iulie  • august  • septembrie  • octombrie  • noiembrie  • decembrie
9 ianuarie este a noua zi a calendarului gregorian. Mai sunt 356 de zile până la sfârșitul anului (357 de zile în anii bisecți).

## Evenimente

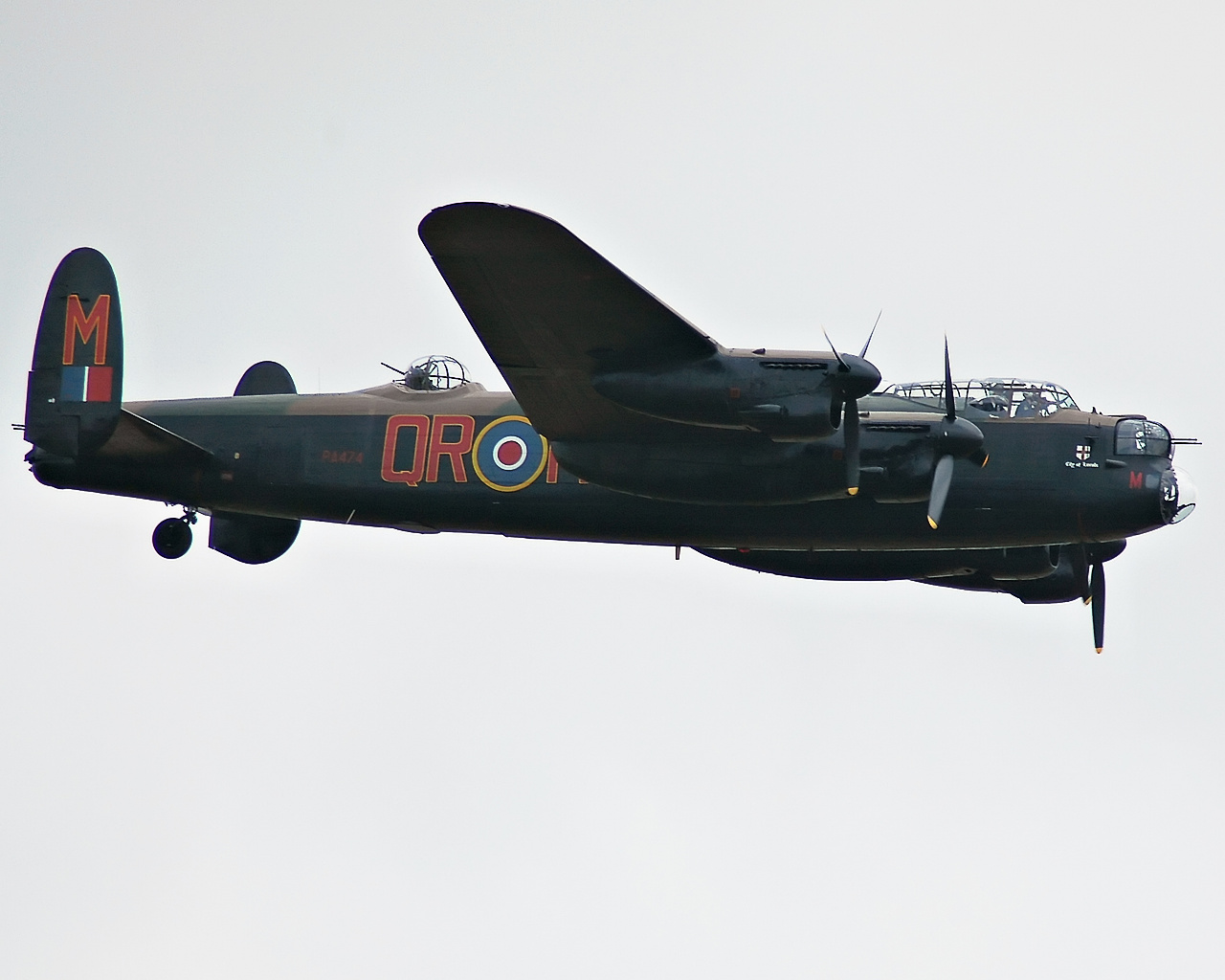
1941: Bombardierul britanic Avro Lancaster este testat în primul său zbor. Aeronava va fi produsă în număr mare pentru Royal Air Force.

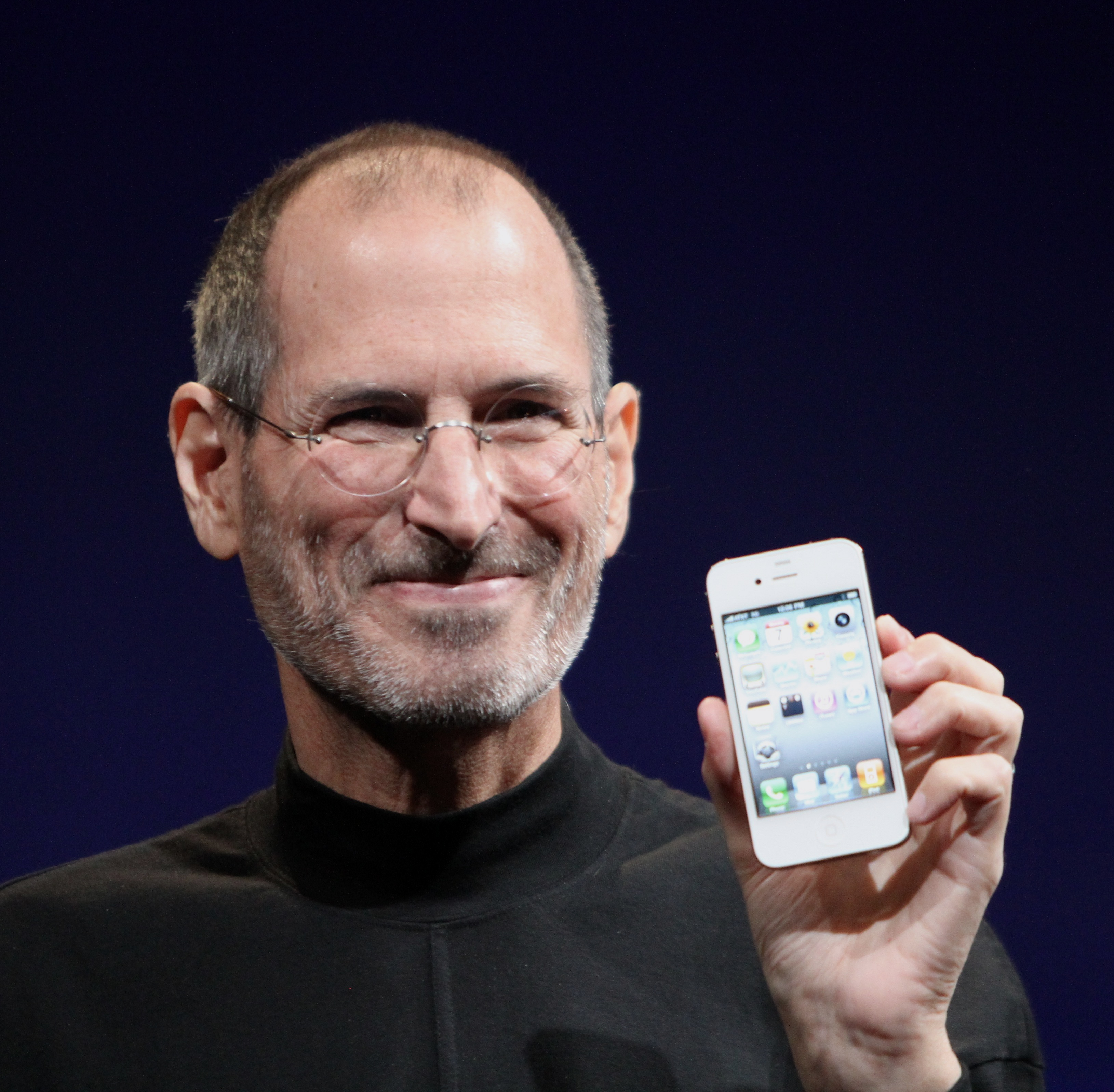
2007: CEO-ul Apple, Steve Jobs, prezintă iPhone-ul.

- 1317: Regele Filip al V-lea este încoronat la Rheims rege al Franței.
- 1431: La Rouen începe procesul Ioanei d’Arc.[1]
- 1788: Connecticut devine cel de-al cincilea stat american care a ratificat Constituția Statelor Unite.[2]
- 1792: Tratatul de la Iași încheie războiul dintre Rusia și Imperiul Otoman. Rusia obține Crimeea, Oceakov și litoralul Mării Negre până al Nistru.[3]
- 1822: Prințul portughez Pedro I al Braziliei decide să rămână în Brazilia împotriva ordinelor regelui portughez João al VI-lea, demarând procesul de independență al Braziliei.[4]
- 1858: Anson Jones, ultimul președinte al Republicii Texas, se sinucide la vârsta de 59 de ani.[5]
- 1878: Umberto I devine rege al Italiei.[6]
- 1900: S-a înființat clubul de fotbal SS Lazio. Primul club de fotbal din capitala Italiei, Roma.
- 1909: Ernest Shackleton, care conduce expediția Nimrod la Polul Sud, plantează steagul britanic la 97 de mile marine (180 km) de Polul Sud, cel mai îndepărtat punct unde a ajuns vreodată cineva la acel moment.
- 1916: Primul Război Mondial: Bătălia de la Gallipoli se încheie cu o victorie a Imperiului Otoman, când ultimele forțe aliate sunt evacuate din peninsulă.[7]
- 1917: Primul Război Mondial: Consiliul de război german a hotărât angajarea războiului submarin fără restricții (începând cu 1 februarie 1917).
- 1923: Franța anunță public că Germania nu și-a îndeplinit obligația de cărbune datorată.
- 1927: Un incendiu la cinematograful Laurier Palace din Montreal, Quebec, Canada, a ucis 78 de copii.[8]
- 1937: Primul număr al revistei Look este scos pe piață în Statele Unite ale Americii.
- 1938: Prințul Paul al Greciei (viitor rege al Greciei) se căsătorește la Atena cu Frederica de Hanovra.
- 1941: Bombardierul britanic Avro Lancaster este testat în primul său zbor. Aeronava va fi produsă în număr mare pentru Royal Air Force.
- 1954: Inaugurarea Teatrului de Operă și Balet din București, azi Opera Națională Română.
- 1964: În zona canalului Panama a fost identificată una dintre cele mai ample mișcări anti-americane.
- 1968: Crearea "Organizației Țărilor arabe Exportatoare de Petrol" (OPEC).
- 1992: Primele descoperiri de planete extrasolare sunt anunțate de astronomii Aleksander Wolszczan și Dale Frail. Ei au descoperit două planete care orbitează pulsarul PSR 1257+12.[9]
- 2000: În Uzbekistan au loc alegeri prezidențiale: Islam Karimov este acreditat cu 99% din voturi.
- 2005: Alegeri în Statul Palestina pentru înlocuirea lui Yasser Arafat, mort pe 11 noiembrie 2004.
- 2006: Un elicopter aparținând SMURD s-a prăbușit în apropierea aeroportului din Iași; patru persoane și-au pierdut viața.
- 2007: CEO-ul Apple, Steve Jobs, prezintă iPhone-ul original la o conferință principală în San Francisco.[10]
- 2021: Zborul Sriwijaya Air 182 se prăbușește la nord de Jakarta, Indonezia, ucigând toate cele 62 de persoane de la bord.[11]
- 2025: La Catedrala Națională din Washington, D.C. au loc funeraliile de stat ale fostului președinte american Jimmy Carter. Toți cei cinci președinți în viață, inclusiv actualul președinte Joe Biden și președintele ales Donald Trump, participă la funeralii.[12]

## Nașteri
- 1554: Papa Grigore al XV-lea (d. 1623)
- 1807: Elena Pavlovna de Württemberg, Marea Ducesă Elena Pavlovna a Rusiei (d. 1873)
- 1822: Carol Benesch, arhitect român de origine sileziană (d. 1896)
- 1829: Franz Friedrich Fronius, profesor, biolog și etnolog sas din Transilvania (d. 1886)
- 1854: Lady Randolph Churchill, mama lui Winston Churchill (d. 1921)
- 1875: Léon Jaussely, arhitect și urbanist francez (d. 1932)
- 1890: Karel Čapek, dramaturg și romancier ceh (d. 1938)

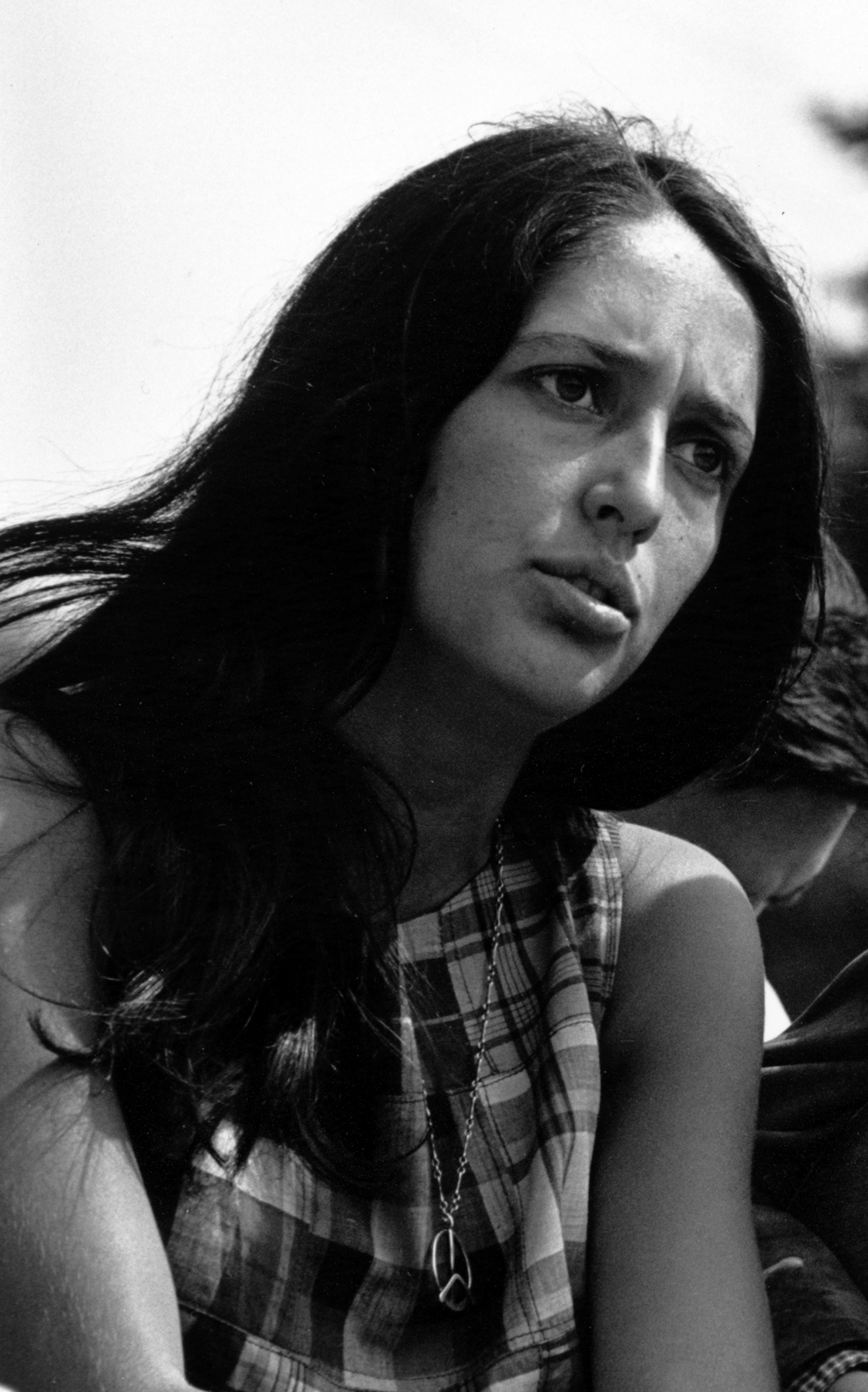
Joan Baez, cântăreață americană de folk
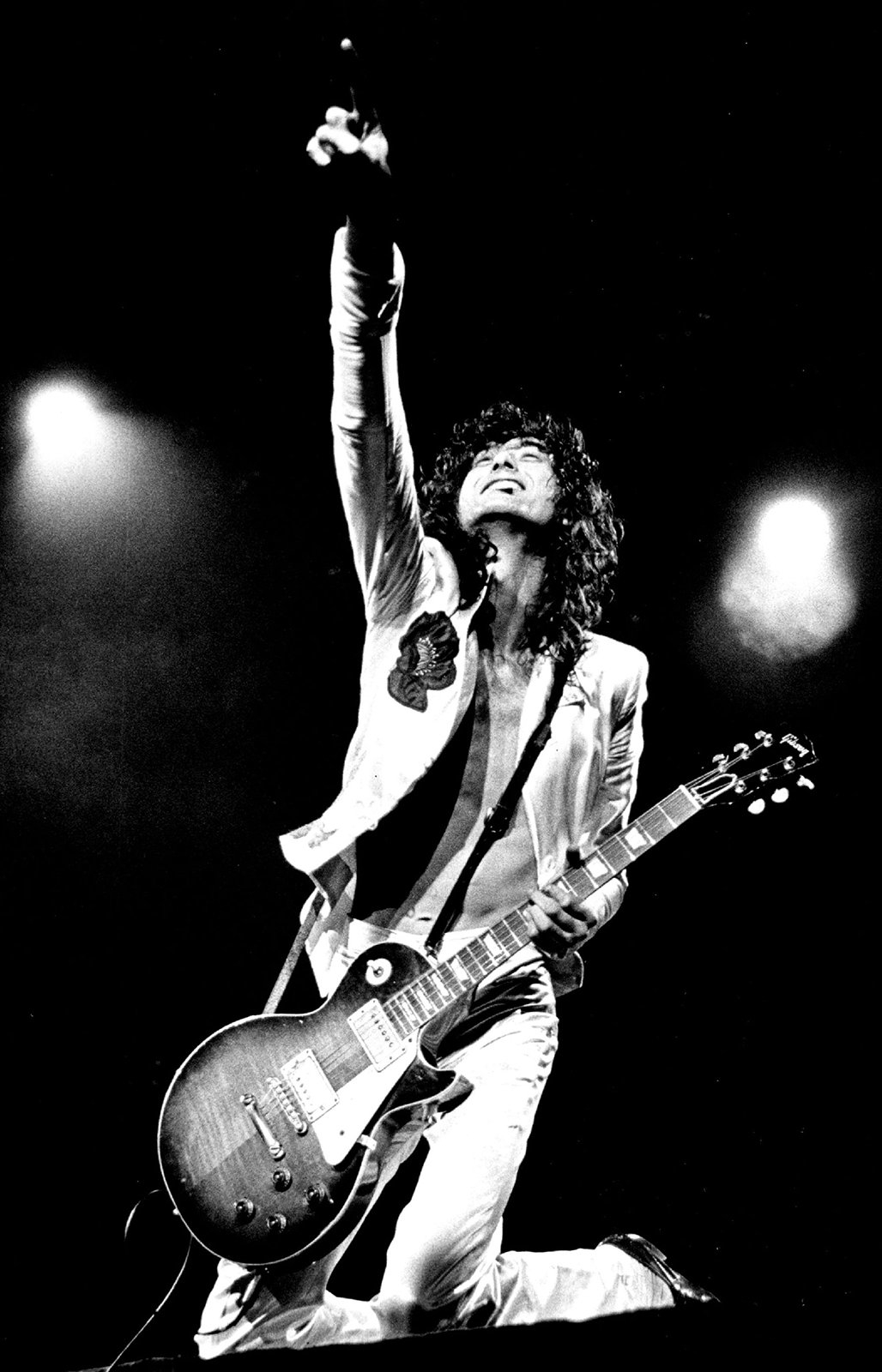
Jimmy Page, chitaristul trupei Led Zeppelin
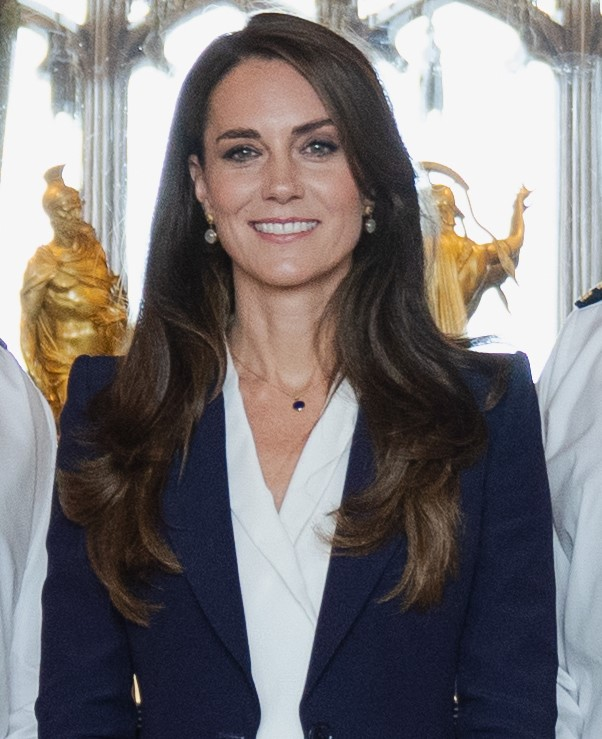
Catherine, Prințesă de Wales

- 1902: Octav Doicescu, academician român, arhitect, profesor universitar (d. 1981)
- 1908: Simone de Beauvoir, scriitoare franceză (d. 1986)
- 1913: Richard Nixon, al 37–lea președinte al Statelor Unite (d. 1994)
- 1914: Lucien Bodard, jurnalist și scriitor francez, câștigător al Premiului Goncourt în 1981 (d. 1998)
- 1931: Ion Cojar, regizor, actor și profesor român (d. 2009)
- 1933: Wilbur Smith, scriitor zambian (d. 2021)
- 1934: Mircea Tomuș, scriitor român (d. 2022)
- 1941: Joan Baez, cântăreață americană de folk
- 1944: Jimmy Page, chitaristul trupei Led Zeppelin
- 1946: Virgil Săhleanu, lider sindical român (d. 2000)
- 1951: Michel Barnier, om politic francez
- 1959: Cristi Minculescu, solistul trupei Iris
- 1959: Rigoberta Menchú, laureată a Premiului Nobel pentru Pace
- 1970: Lara Fabian,  cântăreață și actriță belgiană
- 1978: Gennaro Gattuso, fotbalist italian
- 1980: Francisco Pavón, fotbalist spaniol
- 1982: Catherine, Prințesă de Wales, soția Prințului William
- 1989: Nina Dobrev, actriță, cântăreață și fotomodel de origine bulgaro-canadiană
- 1989: Kinga Byzdra, handbalistă poloneză
- 1996: Oana Gregory, actriță americană de origine română

## Decese
- 1514: Anne de Bretania, regină consort a Franței (n. 1477)
- 1799: Maria Gaetana Agnesi, matematiciană, lingvistă și filozoafă italiană (n. 1718)
- 1816: Frederic Wilhelm, Prinț de Nassau-Weilburg (n. 1768)
- 1819: Marea Ducesă Ecaterina Pavlovna a Rusiei, regină de Württemberg (n. 1788)
- 1848: Caroline Herschel, astronomă germano-engleză (n. 1750)
- 1873: Napoleon al III-lea al Franței (n. 1808)

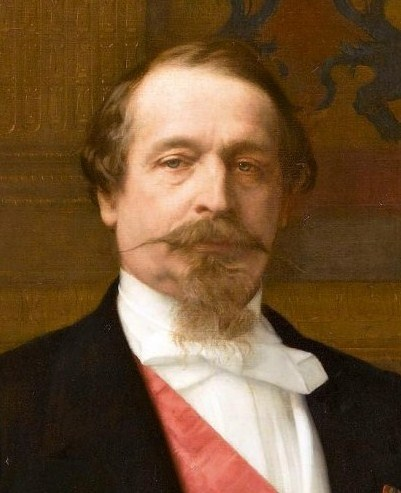
Napoleon al III-lea al Franței
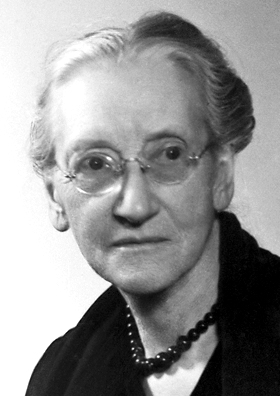
Emily Greene Balch, sociolog american, laureată Nobel
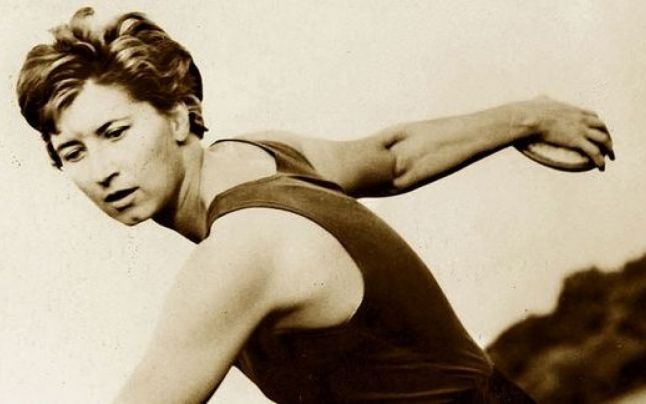
Lia Manoliu, atletă română

- 1877: Alexandr Briullov, pictor și arhitect rus (n. 1798)
- 1878: Victor Emanuel al II-lea al Italiei (n. 1820)
- 1884: Vito D'Ancona, pictor italian (n. 1825)
- 1902: Camille-Léopold Caballot-Lassalle, pictor francez (n. 1839)
- 1907: Maria de Saxa-Altenburg, regină a Hanovrei (n. 1818)
- 1908: Avram Goldfaden, poet, dramaturg și actor rus de origine evreiască (n. 1840)
- 1908: Wilhelm Busch, poet german (n. 1832)
- 1927: Houston Stewart Chamberlain,  scriitor, sociolog și filosof englez (n. 1855)
- 1940: J. C. W. Beckham, politician american (n. 1869)
- 1942: Heber Doust Curtis, astronom american (n. 1872)
- 1950: Marta Trancu-Rainer, medic român, prima femeie chirurg din România (n. 1875)
- 1961: Emily Greene Balch, sociolog american și activistă pentru pace, laureată Nobel (n. 1867)
- 1980: Petru Caraman, folclorist și filolog român, membru post-mortem al Academiei Române (n. 1898)
- 1991: Mircea Ciobanu, pictor, sculptor și scriitor român (n. 1950)
- 1998: Lia Manoliu, atletă română (n. 1932)
- 2007: Ion Dincă, general de armată, politician comunist român (n. 1928)
- 2011: Liana Alexandra, compozitoare și pianistă română (n. 1947)
- 2012: Malam Bacai Sanhá, președintele Guineei-Bissau (n. 1947)
- 2013: James M. Buchanan, economist american, laureat Nobel (n. 1919)
- 2014: Amiri Baraka, scriitor și critic muzical afroamerican (n. 1934)
- 2019: Verna Bloom, actriță americană (n. 1938)
- 2022: Maria Ewing, solistă americană de operă (mezzo-soprană), (n. 1950)
- 2022: Jean Maheu, înalt oficial francez (n. 1931)
- 2022: Bob Saget, actor și comedian american (n. 1956)

## Sărbători
- Sf. Mc. Polieuct (calendar creștin-ortodox; calendar greco-catolic)
- Sf. Cuv. Eustratie (calendar creștin-ortodox)
- Sf. Ier. Petru al II-lea, episcopul Sevastiei (calendar creștin-ortodox)
- Sf. Iulian și Basilissa (calendar romano-catolic)